# Нотвани
Нотвани (англ. Notwane River) — река на юге Ботсваны, левый приток реки Лимпопо. Небольшой участок реки формирует часть государственной границы между Ботсваной и ЮАР.
Берёт начало на восточной окраине пустыни Калахари, в 11 км к югу от города Рамоцва и течёт преимущественно в северо-восточном направлении сперва по границе с ЮАР, а затем полностью по территории Ботсваны. Впадает в реку Лимпопо на границе с ЮАР, всего в 6 км от места впадения в Лимпопо реки Матлабас, на широте города Махалапье. Нотвани протекает через наиболее густонаселённые районы Ботсваны, проходя к востоку от города Лобаце и вблизи столицы страны, Габороне. Высота устья — 847 м над уровнем моря. Высота истока — 1537 м над уровнем моря.
Основные притоки: Таунг, Пеленг, Ниване, Метсимотлхабе. Все реки в бассейне Нотвани являются сезонными и наполняются водой только в сезон дождей. Во время наиболее сильных засух эти реки могут оставаться сухими на протяжении всего года, хотя в сезон дождей иногда случаются и внезапные паводки. К югу от столицы страны на реке построена крупная плотина Габороне, а выше её — плотина Нотвани.